# Andrena sericata
Andrena sericata là một loài Hymenoptera trong họ Andrenidae. Loài này được Imhoff mô tả khoa học năm 1868.